# Bisdom Gaza
Het bisdom Gaza, in het Latijn Diocesis Gazensis, was een bisdom in het Romeinse en Byzantijnse Rijk, onder bestuur van het patriarchaat van Jeruzalem. De bisschopszetel was in Gaza-stad. Het Grieks-orthodox bisdom bestond formeel van de 4e eeuw tot de 7e eeuw. 

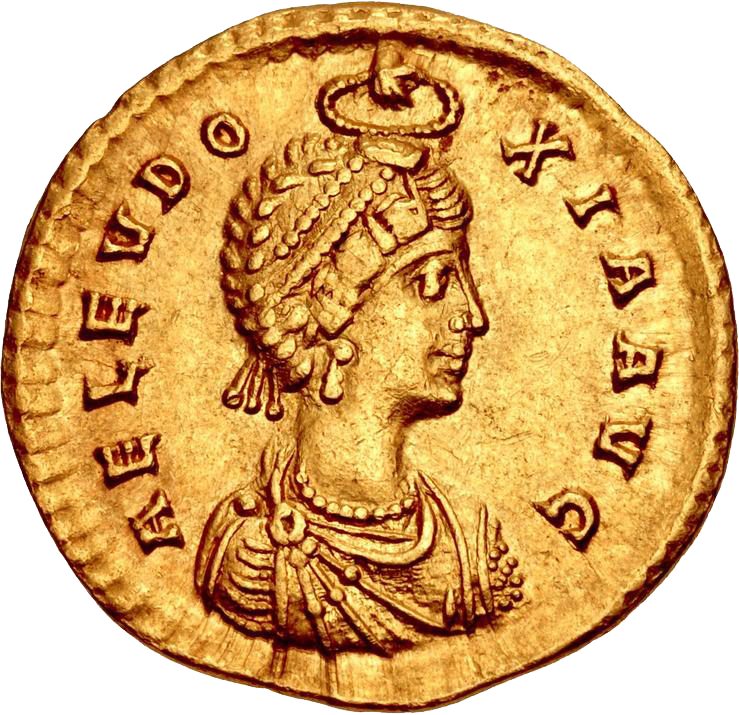
Gouden munt van keizerin-gemalin Aelia Eudoxia

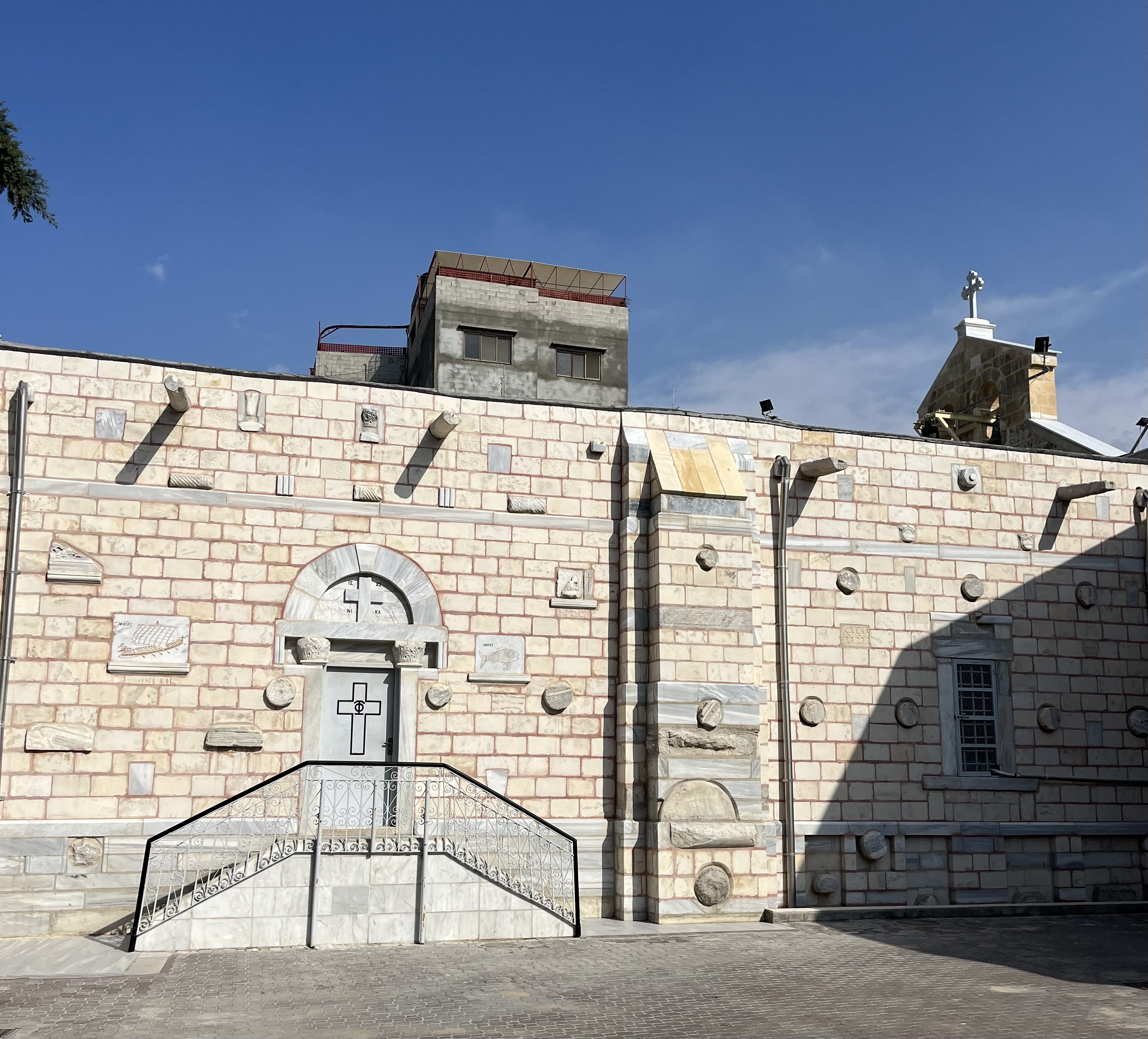
Kerk toegewijd aan de heilige bisschop Porphyrius. Grieks-orthodoxe kerk in Gaza-stad

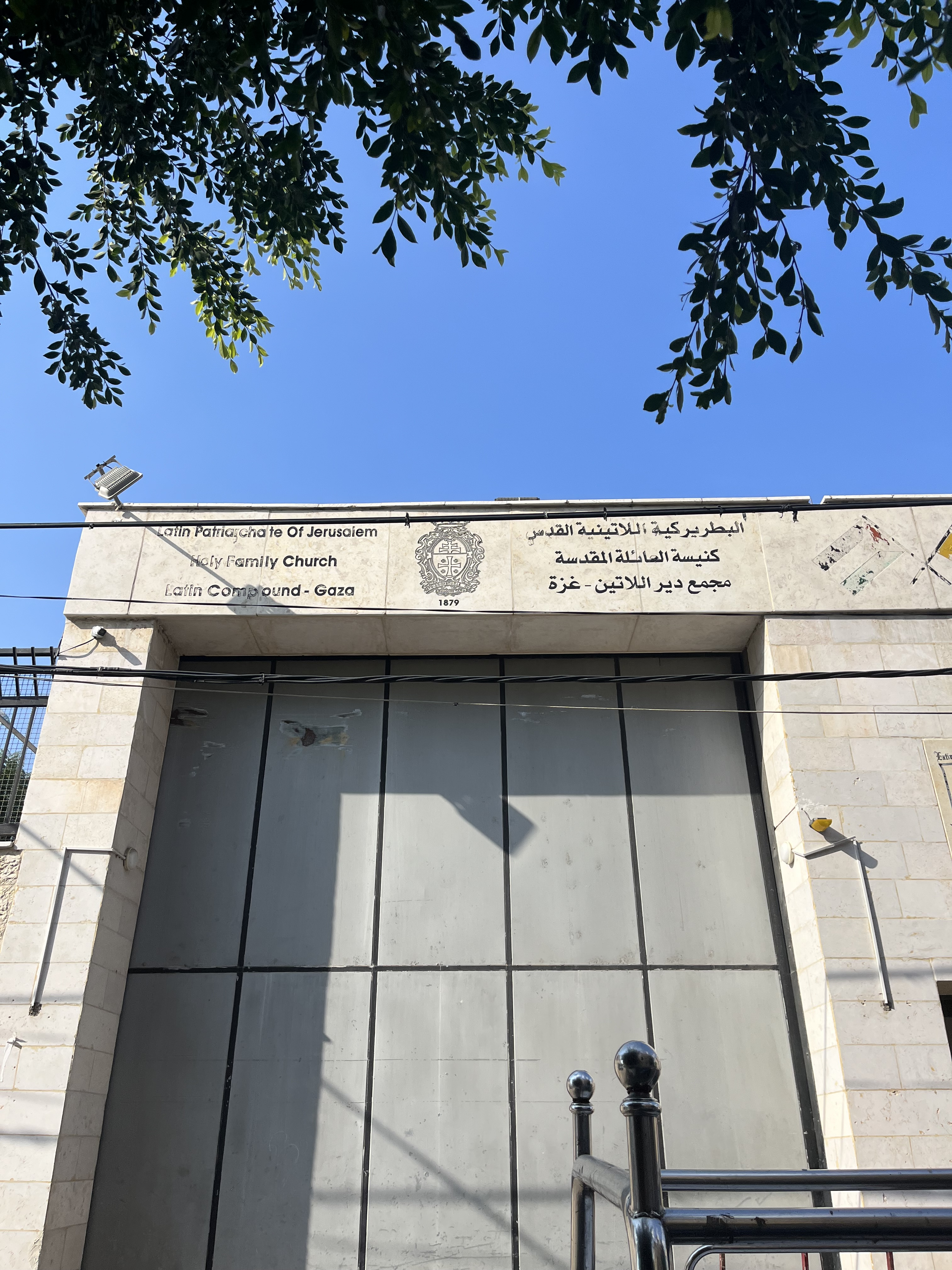
Kerk van de Heilige Familie. Rooms-katholieke kerk in Gaza-stad

In de 12e eeuw was het een aartsbisdom voor de kruisvaarders. In de 16e eeuw was het een bisdom van de Maronitische Kerk. Sinds de 19e eeuw is het bisdom Gaza een titulair bisdom van de Roomse Kerk.

## Historiek

### Romeinse en Oost-Romeinse Rijk
Volgens lokale verhalen en tradities was Filemon in de 1e eeuw bisschop van Gaza. Filemon was een vriend van Paulus (apostel) die hij vermeldt in de Handelingen der Apostelen. De verbinding met Gaza werd alleszins zo bepaald door de bollandisten en niet door Byzantijnse bronnen, voor wie Filemon een rijke inwoner en bisschop van Kolosse in Frygië was.
Het bisdom Gaza had als bisschopszetel de stad Gaza. Het bestond formeel vanaf de 4e eeuw nadat keizer Constantijn de Grote het christendom toeliet in het Romeinse Rijk. Gaza behoorde administratief tot de Dioecesis Orientis met als hoofdstad Antiochia ad Orontem. Het bisdom Gaza was suffragaan bisdom aan het aartsbisdom Caesarea in Palestina, dat zelf deel uitmaakte van het patriarchaat van Jeruzalem. Het probleem met het bisdom Gaza was dat de bevolking van de stad de Romeinse goden en godinnen bleef aanbidden. Dit gaf spanningen zodat bisschop Asclepas buiten de stadsmuren verbleef. Gaza-stad zag een nieuw bisdom verrijzen op enkele kilometers van de stad, in Gaza-haven aan de Middellandse Zee: dit werd het bisdom Maiumas Gazae. Dit bisdom lag in een homogeen christelijk gebied. In omliggende steden van Gaza-stad zoals Anthedon, Bethelia en Menois ging de introductie van het christendom ook moeilijk. 
De eerste kerk die binnen Gaza-stad werd gebouwd was het werk van Irenion van Gaza. De bevolking bleef trouw aan de Romeinse godenwereld. Porphyrius, bisschop in de jaren 395-420 wilde een einde hieraan maken. Er zouden slechts tweehonderd christenen in Gaza-stad te tellen zijn. Porphyrius zond zijn diaken Marcus, een historicus, naar Constantinopel voor hulp. Van de keizer mocht Porphyrius alle tempels sluiten met uitzondering van deze van Zeus. De bevolking weigerde verder zich te bekeren tot het christendom. Porphyrius reisde dan zelf af naar Constantinopel in de winter van 401-402. Van keizer Arcadius ontving hij een keizerlijk decreet om de tempels van Gaza-stad te vernietigen. Cynegius, een militair, deed de job met zijn troepen in het jaar 402. Acht tempels gingen tegen de vlakte: deze van Venus, Hecatus (het Heroeion genaamd), Sol Invictus, Apollo, Proserpina, Fortuna (het Tycheon genaamd), Jupiter en het Marneion, gewijd aan een Kretenzische godheid. Soldaten trokken door de huizen om elke Romeins beeldje van god of godin te vernietigen. Bovenop de ruïne van het Marneion liet keizerin Aelia Eudoxia de bisschopskerk oprichten (407); deze kerk heette de Eudoxiana in haar eer. Met bisschop Porphyreus, later heilig verklaard, kreeg het christendom vaste voet in Gaza.
De stad breidde verder uit, mede door de komst van monniken en de aanbidding van relikwieën van martelaren. Buiten de stadsmuren van Gaza, in het gehucht Jabaliya, verrees een Byzantijnse kerk met mozaïekvloeren (5e eeuw) die bewaard gebleven zijn tot in de moderne tijd. Vanaf de 5e eeuw kende Gaza een beroemde school van redenaars: de School van Gaza. De streek trok ook kluizenaars aan, onder meer een klooster van eremieten gesticht door de heilige Hilarion van Gaza.
In het jaar 541 of 542 organiseerde het bisdom Gaza een concilie waarbij de beschuldigingen tegen Paulus van Alexandrië werden onderzocht.

### Arabische Rijk
In het jaar 637 viel de Byzantijnse stad Gaza in handen van de Arabieren; het Oost-Romeins garnizoen telde slechts zestig soldaten. Het Arabische leger stond onder leiding van generaal Amr. Amr liet de Eudoxianakerk omzetten tot een moskee. Gaza-stad werd een bedevaartsplaats om de overgrootvader van de profeet Mohammed, Hashim ibn Abd Manaf, te vereren.

### Kruisvaarders en Saracenen
De kruisvaarders in de 12e eeuw vonden Gaza-stad in puin. Zij herbouwden de stad omdat het een tussenstation was tussen Syrië en Egypte. Zij installeerden het bisdom Gaza als het aartsbisdom Gaza. Hiervoor bouwden zij een kathedraal die toegewijd was aan Johannes de Doper. De Saracenen onder leiding van Saladin maakten zich meester van de stad eind 12e eeuw. Het aantal moskeeën nam toe. De kruisvaarderskathedraal werd uitgebouwd tot de grote moskee Djamia-el-Kebir.

### Ottomanen
In de 16e eeuw namen de Ottomanen Gaza in. Het bisdom Gaza werd een maronitisch bisdom. De Ottomanen lieten toe dat de Grieks-orthodoxen de kerk op het graf van de heilige bisschop Porphyrius mochten houden. Voor de Grieks-orthodoxen bleef het bisdom Gaza opgeheven. Later bouwden de katholieken de kerk van de Heilige Familie in Gaza. Deze had evenmin een relatie met het bisdom Gaza want de kerk hing rechtstreeks af van het Latijns patriarchaat van Jeruzalem.

### Titulair bisdom Gaza
Eind 19e eeuw besliste de paus om het bisdom Gaza als eretitel te bezorgen aan verdienstelijke prelaten. De eerste Roomse bisschop van Gaza was Henricus van de Wetering, hulpbisschop van Utrecht. 

## Lijst van bisschoppen van Gaza
De onderstaande lijst van bisschoppen van Gaza in het Romeinse Rijk is opgesteld door bollandisten.
1. Filemon, gezel van Paulus (1e eeuw). Bisschop van Gaza volgens de bollandisten.
2. Silvanus belijder was bisschop van Gaza tijdens het bestuur van keizer Diocletianus en aartsbisschop Eusebius van Caesarea. Hij was bisschop van 307 tot zijn dood in 310.
3. Asclepas of Asclepius. Hij was een tegenstander van de arianisten en nam deel aan het Eerste Concilie van Nicea (325). In 331 werd Asclepas afgezet als bisschop en vervangen door tegenbisschop Quintianus, een arianist. In 337 keerde hij weer, nam deel aan het concilie van Sardica om nadien afgezet te worden. Vanaf 347 of 348 bezette Asclepas een derde maal de bisschopstroon van Gaza.
4. Irenios of Irenaeus. Hij wordt vermeld in het jaar 363. Hij stierf in 392 of 393.
5. Aeneas. Hij wijdde zijn opvolger Porphyrius tot priester. Hij stierf in 394 of 395.
6. Porphyrius. Hij liet de tempels van Romeinse goden en godinnen vernietigen. Hij was bevriend met keizerin Aelia Eudoxia in Constantinopel. In 415 nam hij deel aan de synode van Diospolitana waarin het pelagianisme veroordeeld werd. Hij stierf in 419 of 420. Porphyrius werd later heilig verklaard en vereerd in Gaza in de Grieks-orthodoxe kerk naar hem genoemd.
7. Netoras. Hij nam deel aan het Concilie van Efeze (431), het Tweede Concilie van Efeze (449), het Concilie van Chalcedon (451) en de Synode van Constantinopel (459).
8. Natiras. Deze is ofwel dezelfde persoon als Netoras of een ander iemand, Natiras Marianus geheten. Hij had te maken met tegenbisschop Petrus Iberus.
9. Ioannes. Deze bisschop wordt vermeld bij Ethiopische christenen.
10. Timotheus. Hij werd bisschop in 491.
11. Cyrillus. Hij werd vermeld in 518 in een dispuut tussen de patriarchen van Jeruzalem en Antiochië.
12. Marcianus. Hij leefde circa 530-540.
13. Aurelianus. Hij leefde circa 594.

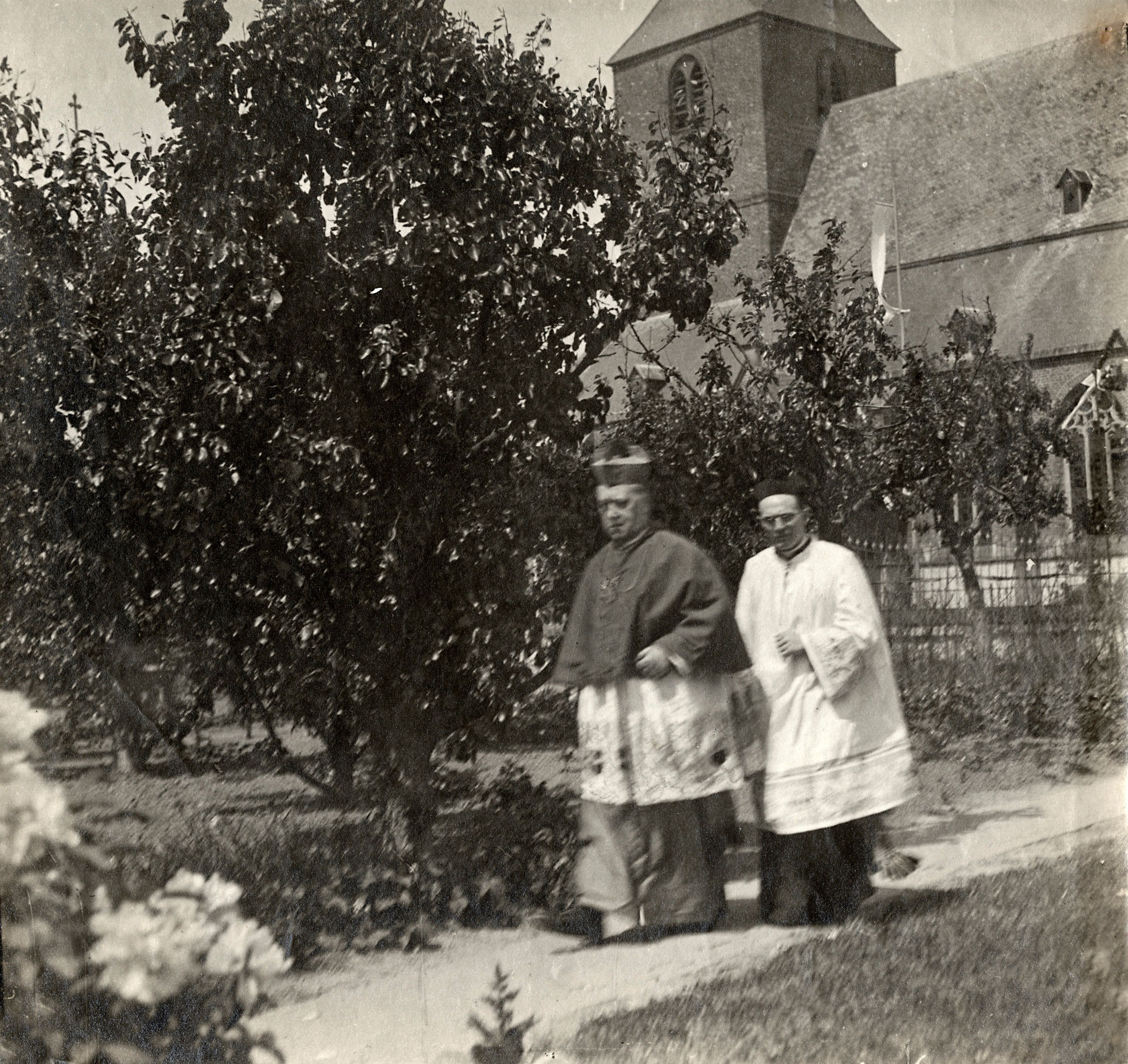
Henricus van de Wetering (links) van Utrecht was zes maanden titulair aartsbisschop van Gaza

Verdere middeleeuwen en Nieuwe Tijd. De bronnen zijn schaars. Het gaat om twee Grieks-orthodoxe bisschoppen en meerdere maronitische bisschoppen van wie de meesten niet in Gaza verbleven. 
Titulaire bisschoppen van Gaza:
1. 1895-1895 Henricus van de Wetering. Hij was zes maanden hulpbisschop-coadjutor van Utrecht en dus zes maanden titulair bisschop van Gaza (1895). Omwille van het statuut van Utrecht mocht van de Wetering zich uitzonderlijk of pro hac vice ‘aartsbisschop van Gaza’ noemen (1895).[10] Datzelfde jaar 1895 werd hij aartsbisschop van Utrecht.
2. 1897-1901 Paolo Schinosi, hulpbisschop bisdom Benevento
3. 1901-1902 Alfonso Archi, hulpbisschop bisdom Comacchio
4. 1905-1936 Costanzo Castrale, hulpbisschop aartsbisdom Turijn
5. 1937-1949 Giovanni Tirinnanzi Ofmcap, apostolisch vicaris voor Arabië
6. 1949-1964 James Henry Ambrose Griffiths, hulpbisschop voor het Amerikaans leger en nadien hulpbisschop aartsbisdom New York.
7. Sinds 1964 sede vacante